# 한중일 녜웨이핑배 바둑마스터스
한중일 녜웨이핑배 바둑마스터스는 중국바둑협회, 청두시 체육국, 청두시 칭양구 인민정부가 공동 주최한다.

## 상금
- 우승 20만위안(약 3400만원), 준우승 10만위안, 3위 8만위안, 4위 6만위안, 8강 패자 5만위안.(1회 대회)
- 우승 35만위안(약 5800만원), 준우승 18만위안(약 3000만원), 공동 3위 각 12만위안(약 2000만원).(2회 대회)
- 우승 45만위안(약 8200만원), 준우승 25만위안, 3위 20만위안.(3회 대회)

## 대국규정
- 1회 대회는 만 50세 이상 시니어 8명 초청 형식으로 치러진다.
- 2회 대회는 한중일 대항전(4인 단체전)으로 치러진다. 1950년대생 1명, 1970년대생 1명, 1980년대생 1명, 15세 이하 여자기사 1명으로 구성한다. 매 라운드 4명씩 출전해 같은 순번의 상대와 대국을 벌여 승점→개인승수→1장 승수 순의 비교로 최종 순위를 가린다.
- 3회 대회는 5인 단체전으로 치러진다. 1950년대생 1명, 1970년대생 1명, 1980년대생 1명, 45세 이상 여자시니어 1명, 18세 이하 소년기사 1명으로 구성한다. 매 라운드 같은 순번의 상대와 대국을 벌인다. 최종 순위 산정은 승점→개인승수→1장 승수 순의 비교로 순위를 가린다.
- 제한시간은 1시간, 초읽기 1분 5회.
- 코로나 19 영향으로 2회 대회부터 온라인으로 개최된다.

## 대회결과
개인전
| 회수 | 연도 | 우승                 | 준우승        |
| ---- | ---- | -------------------- | ------------- |
| 1    | 2019 | 고바야시 고이치 九단 | 녜웨이핑 九단 |

단체전
| 년도 | 회차 | 우승     | 준우승   | 3위  |
| ---- | ---- | -------- | -------- | ---- |
| 2020 | 2    | 대한민국 | 중국     | 일본 |
| 2021 | 3    | 일본     | 대한민국 | 중국 |